# Distrikt Ocoyo
Der Distrikt Ocoyo liegt in der Provinz Huaytará in der Region Huancavelica in Südzentral-Peru. Der Distrikt wurde am 6. September 1920 gegründet. Er besitzt eine Fläche von 168 km². Beim Zensus 2017 wurden 865 Einwohner gezählt. Im Jahr 1993 lag die Einwohnerzahl bei 1096, im Jahr 2007 bei 1901. Sitz der Distriktverwaltung ist die 1950 m hoch gelegene Ortschaft Ocoyo mit 131 Einwohnern (Stand 2017). Ocoyo liegt 57 km südöstlich der Provinzhauptstadt Huaytará.

## Geographische Lage
Der Distrikt Ocoyo liegt in der peruanischen Westkordillere im äußersten Süden der Provinz Huaytará. Der Río Grande fließt anfangs entlang der nordwestlichen Distriktgrenze nach Westen, später wendet er sich nach Süden, durchquert den Distrikt und bildet im Anschluss die südöstliche Distriktgrenze.
Der Distrikt Ocoyo grenzt im Westen an den Distrikt Córdova, im Norden an die Distrikte Laramarca und Querco, im Osten an den Distrikt Santiago de Quirahuara, im Südosten an den Distrikt Huac-Huas (Provinz Lucanas) sowie im Südwesten an den Distrikt Tibillo (Provinz Palpa).

## Ortschaften
Neben dem Hauptort gibt es folgende größere Ortschaften im Distrikt:
- Ayamarca
- Pacomarca